# Этанизм
Этани́зм, армя́нское неоязы́чество (арм. Նոր հայկական հեթանոսություն) — совокупность армянских неоязыческих движений реконструкцистского толка, ставящих своей целью воссоздание этнической религии древних армян. Последователи этанизма называют себя эта́нос (арм. հեթանոս).

## История
История армянского неоязычества началась в начале XX века в связи с публикацией труда Цехакрон (арм. Ցեղակրոն, рус. национальная религия) философа и военно-политического деятеля Гарегина Нжде. Нжде стал вдохновителем и одним из литературных источников армянской неоязыческой идеологии неоязычества, а также объектом почитания, фигурируя в Книге обетов как человек-божество. Вокруг его личности была создана целая мифология, которая представляет его мессией, «боговидцем», которому являлся бог Ваагн для того, чтобы Нжде мог вернуть армянской нации истинную веру и «арийские» ценности.
Религия приняла официальную форму сразу после распада Советского Союза в 1991 году. На волне подъёма народных настроений, Слак Какосян основал организацию Арординери Ухт —  «Орден детей Ари». Некоторые из основоположников бывшей правящей Республиканской партии Армении, в том числе Ашот Навасардян, поддерживали этанизм.